# Zbąszyń (gmina)
Zbąszyń – gmina miejsko-wiejska w województwie wielkopolskim, w powiecie nowotomyskim. W latach 1975–1998 gmina położona była w województwie zielonogórskim.
Siedziba gminy to Zbąszyń.
Według danych z 30 czerwca 2004 gminę zamieszkiwało 13 417 osób. Natomiast według danych z 31 grudnia 2017 roku gminę zamieszkiwało 13 748 osób.

## Struktura powierzchni
Według danych z roku 2002 gmina Zbąszyń ma obszar 179,77 km², w tym:
- użytki rolne: 38%
- użytki leśne: 50%

Gmina stanowi 17,77% powierzchni powiatu.

## Demografia

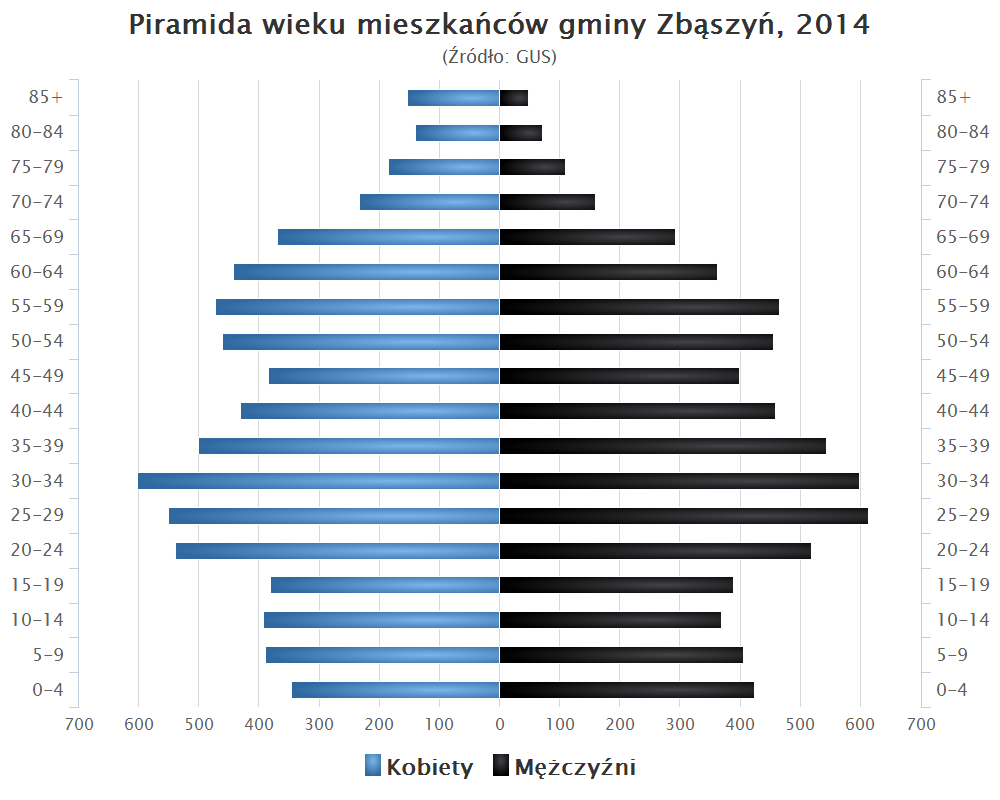
Piramida wieku mieszkańców gminy Zbąszyń w 2014 roku

Dane z 30 czerwca 2004:
| Opis                              | Ogółem | Ogółem | Kobiety | Kobiety | Mężczyźni | Mężczyźni |
| --------------------------------- | ------ | ------ | ------- | ------- | --------- | --------- |
| jednostka                         | osób   | %      | osób    | %       | osób      | %         |
| populacja                         | 13 417 | 100    | 6956    | 51,8    | 6461      | 48,2      |
| gęstość zaludnienia (mieszk./km²) | 74,6   | 74,6   | 38,7    | 38,7    | 35,9      | 35,9      |

## Sołectwa
Chrośnica, Łomnica, Nądnia, Nowa Wieś, Nowa Wieś Zbąska, Nowe Jastrzębsko, Nowy Dwór, Perzyny, Przychodzko, Przyprostynia, Stefanowice, Stefanowo, Strzyżewo, 
Zakrzewko.

## Pozostałe miejscowości
Chrośnica, Czerwony Dwór, Dąbrowa, Edmundowo, Ernestynowo, Kopce, Leśne Domki, Morgi, Nowe Czeskie, Nowy Świat, Piaski, Poświętne, Stare Czeskie, Szklana Huta.

## Sąsiednie gminy
Babimost, Miedzichowo, Nowy Tomyśl, Siedlec, Trzciel, Zbąszynek